# Júnior César
Júnior César Eduardo Machado, mais conhecido como Júnior César (Magé, 9 de abril de 1982) é um ex-futebolista brasileiro que atuava como lateral-esquerdo.

## Carreira

### Fluminense
Começou a carreira nas divisões de base do Fluminense, onde se profissionalizou em 2001 e jogou até 2004, conquistando um título estadual.

#### Santos Laguna
Em 2005 transferiu-se para o exterior, para o Santos Laguna, do México.

### Botafogo
No ano seguinte voltou ao Brasil, contratado pelo Botafogo, onde obteve êxito e foi campeão carioca. 

### Retorno ao Fluminense
Em 2007, retornou para o Fluminense, onde conquistou novamente o status de titular, ajudando o time na campanha do título da Copa do Brasil de 2007. Viu sua titularidade ameaçada quando o time contratou Gustavo Nery no início de 2008, porém o jogador voltou a se destacar nos treinamentos e ganhou novamente a posição, sendo o titular do Fluminense no Campeonato Carioca, na Copa Libertadores da América (quando chegou ao vice-campeonato), e também no Campeonato Brasileiro de 2008.

### São Paulo
No dia 18 de dezembro de 2008, foi anunciado como reforço do São Paulo para a temporada de 2009. Junior Cesar foi titular absoluto nas temporadas de 2009 e 2010, porém em setembro de 2010 rompeu o tendão de aquiles da perna esquerda e só voltaria em 2011, com isso o São Paulo acertou com Juan para a temporada 2011 e com a forte concorrência, Junior Cesar não teve muitas oportunidades e pediu para ser negociado. No São Paulo, Junior Cesar fez 100 jogos e marcou 1 gol.

### Flamengo
Em 24 de maio de 2011, foi confirmada sua negociação com o Flamengo, assinando contrato até dezembro de 2013.
O lateral fez sua estreia diante do Corinthians no dia 5 de junho de 2011, entrando aos 38 minutos da etapa final. Nesta partida, o Flamengo empatou com o Corinthians por 1–1. 

### Atlético Mineiro
No dia 23 de maio de 2012, foi anunciada a saída de Júnior César do Flamengo. O jogador foi emprestado ao Atlético Mineiro, com contrato até o fim de 2013. No Galo foi campeão da Copa Libertadores e do Campeonato Mineiro.

### Botafogo
Retornou ao Botafogo em fevereiro de 2014. A equipe fez uma péssima campanha no Campeonato Brasileiro de 2014, que resultou em rebaixamento para a Série B, sendo dispensado junto com a maioria do elenco.

### Itaboraí
Em 19 de abril de 2017, sem jogar desde 2014, Júnior César retorna ao futebol pelo Itaboraí.
Em 16 de julho de 2017, após 3 meses jogando no Itaboraí, Júnior César se desligou do clube, alegando problemas pessoais.

### Mageense
Em 11 de junho de 2018 foi anunciado como reforço do Mageense Futebol Clube, time de futebol da sua cidade natal, para a disputa da Série C do Campeonato Carioca.

## Títulos
Fluminense
- Campeonato Carioca: 2002
- Copa do Brasil: 2007

Botafogo
- Taça Guanabara: 2006
- Campeonato Carioca: 2006

Atlético Mineiro
- Campeonato Mineiro: 2013[5]
- Copa Libertadores da América: 2013